# عملية قوس قزح (الحرب الأهلية السورية)
عملية قوس قزح هي عملية شنها الجيش السوري، مدعوماً بحزب الله وميليشيات متحالفة أخرى، خلال الحرب الأهلية السورية، عقب عملية ناجحة أدت إلى تطويق حلب عسكرياً من الجانب الشرقي والوصول إلى الجهة الشمالية للمدينة. وهدف العملية، كسابقتها، هو تطويق حلب وقطع خطوط إمداد المعارضة إلى داخل المدينة، وبالتالي محاصرة المناطق التي تسيطر عليها المعارضة.